# Siple-Station
Koordinaten: 75° 55′ 0″ S, 83° 55′ 0″ W
Die Siple-Station war eine im Ellsworthland in der Westantarktika gelegene Forschungsstation. Sie wurde 1973 durch das Space, Telecommunications, and Radioscience Laboratory der Stanford University errichtet, um Experimente zur Erforschung der Magnetosphäre mit Längstwellen (VLF) durchzuführen. Verantwortlich für die Errichtung und das Experiment war John P. Katsufrakis von der Universität Stanford, die das Vorhaben auch finanzierte. Die Siple-Station wurde mit Abschluss des Forschungsprogramms 1980 geschlossen. Die Siple-Station war benannt nach Paul Allman Siple, der unter anderem Mitglied der Antarktis-Expeditionen von Richard E. Byrd war.

## Lage und Aufbau
Die Lage der Station wurde in der Nähe des magnetischen Südpols gewählt. Die am Standort vorhandene dicke Eisschicht ermöglichte eine effiziente Dipolantenne im 3 kHz-Bereich. Die erste Station Siple I wurde vom Eis zerstört und 1979 durch Siple II ersetzt. Die ursprüngliche Siple-I-Station hatte eine Besetzung von vier Crew-Mitglieder, Siple II von acht, die jeweils auch über die Winterzeit vor Ort blieben.
Die Siple-II-Station nutzte für den VLF-Transmitter einen 300-kW-Generator von Kato Engineering mit rechteckig gewickelten Spulen, der von einem Caterpillar-D353-Motor angetrieben wurde. Der Receiver stand in Roberval, Kanada. Zur Zeit ihres Betriebes hatte die Siple-II-Station die längste Dipolantenne der Welt, von ursprünglich 12 Meilen (19,3 km) wurde die Antenne nach und nach auf 24 Meilen (38,6 km) verlängert sowie eine zweite 24-Meilen-Antenne senkrecht dazu installiert.
Die Utah State University unterhielt zudem ein Hochfrequenz-Radar-Experiment in der Siple-II-Station.
Die Station selbst war eine nach dem Hersteller als „Jamesway hut“ bezeichnete Metallkonstruktion mit den ungefähren Abmessungen von 85 m Länge, 13 m Breite und 7 m Höhe. Sie wurde mit zwei von 3306-Caterpillar-Motoren angetriebenen 110 kW Generatoren mit Energie versorgt. Zur Versorgung über einen Winter wurden ungefähr 300.000 Liter Heizöl in drei Blasen gelagert.